# Thalassia Periochi Nisia
Thalassia Periochi Nisia este o arie protejată (sit de importanță comunitară — SCI) din Cipru întinsă pe o suprafață de 191,01 ha, integral marine.

## Localizare
Centrul sitului Thalassia Periochi Nisia este situat la coordonatele 35°00′10″N 34°05′00″E / 35.0028°N 34.0833°E.

## Înființare
Situl Thalassia Periochi Nisia a fost declarat sit de importanță comunitară în iunie 2004 pentru a proteja un număr necunoscut de specii din flora spontană și fauna sălbatică aflate în arealul zonei.

## Biodiversitate
Situată în ecoregiunea marină mediteraneană, aria protejată conține 2 habitate naturale: Straturi cu Posidonia (Posidonion oceanicae), Recifuri.
La baza desemnării sitului se află un număr nedeclarat de specii protejate.
Pe lângă speciile protejate, pe teritoriul sitului au mai fost identificate 1 specie de plante, 1 specie de nevertebrate.